# 索萨 (阿威罗区)
索萨是葡萄牙阿威罗区的一个堂区。总面积22.03平方公里，总人口2939人，人口密度133.4人/平方公里。